# Jim Buckmaster
Jim Buckmaster (né le 14 août 1962 à Ann Arbor aux États-Unis) est le chef de la direction de Craigslist depuis 2000.

## Biographie
Jim Buckmaster a étudié l'ingénierie à Virginia Tech ainsi que la médecine et les études classiques à l'Université du Michigan sans se rendre à l'obtention d'un diplôme dans ces domaines.
Il a étudié l'informatique en autodidacte, progressant d'un emploi de capture de données à un emploi de programmation. Il a déménagé du Michigan à San Jose, puis à San Francisco à cause de l'abondance des emplois en informatique en Californie[réf. nécessaire].
À la fin de 1999, il afficha son curriculum vitæ sur le site Craigslist, un site de petites annonces et de forums de discussion. Craig Newmark, le fondateur du site, remarqua son curriculum et lui offrit un emploi de programmeur. Il accepta l'emploi bien qu'il ait reçu d'autres offres plus lucratives parce que la philosophie de Craig Newmark et du site Craigslist était plus en accord avec ses valeurs. Après un an de programmation sur le site Craigslist, il devint chef de la direction de la compagnie, poste qu'il occupe encore aujourd'hui[réf. nécessaire].
Jim Buckmaster n'a jamais caché son affinité pour la pensée de Noam Chomsky. Certains le disent anti capitaliste. Jim Buckmaster soutient que ce jugement est incorrect :
« Nous ne sommes pas vraiment anticapitalistes (...) Nous avons la chance de bâtir une entreprise très prospère, même si ce n'était pas vraiment notre but. Tout ce que nous avons fait, c'est d'arrêter avant d'essayer de devenir incroyablement riche. Nous avons rencontré des milliardaires et, ça sonne drôle, mais ce n'est pas nécessairement plaisant d'avoir autant d'argent. (...) Leur vie devient une recherche constante pour utiliser tout cet argent, pour la philanthropie ou pour d'autres fins. Alors, nous ne considérons pas que ce soit si révolutionnaire d'avoir arrêté avant d'en arriver là. »

## Source
- (en) Cet article est partiellement ou en totalité issu de l’article de Wikipédia en anglais intitulé « Jim Buckmaster » (voir la liste des auteurs).